# Liste der Schweizer Vorschläge für die Oscar-Nominierung in der Kategorie bester internationaler Film
Die Liste der Schweizer Vorschläge für die Oscar-Nominierung in der Kategorie bester internationaler Film (bis 2019 bester fremdsprachiger Film) führt alle für die Schweiz bei der Academy of Motion Picture Arts and Sciences (AMPAS) für die Kategorie des besten internationalen Films eingereichten Filme.
| Einreichungen | Short List | Nominierungen | Auszeichnungen |
| ------------- | ---------- | ------------- | -------------- |
| 52            | 3          | 5             | 2              |

Mit dieser Bilanz ist die Schweiz auf Platz 12 der Liste der erfolgreichsten Nationen des Oscars für den besten fremdsprachigen Film.
Mit Gefährliche Züge von Richard Dembo bei der Oscarverleihung 1985 und Reise der Hoffnung von Xavier Koller bei der Oscarverleihung 1991 wurden zwei Filme mit dem Oscar für den besten fremdsprachigen Film ausgezeichnet.

## Schweizer Vorschläge
| Jahr der Verleihung | Film                                                                                | Sprachen                       | Regisseur                          | Produktionsländer                                   | Ergebnis            |
| ------------------- | ----------------------------------------------------------------------------------- | ------------------------------ | ---------------------------------- | --------------------------------------------------- | ------------------- |
| 1962                | Die Schatten werden länger                                                          | Deutsch                        | Ladislao Vajda                     | Schweiz, BR Deutschland                             | Nicht nominiert     |
| 1971                | Erste Liebe                                                                         | Deutsch                        | Maximilian Schell                  | Schweiz, BR Deutschland                             | Nominiert           |
| 1972                | Der Salamander (La Salamandre)                                                      | Französisch                    | Alain Tanner                       | Schweiz                                             | Nicht nominiert     |
| 1974                | Die Einladung (L'Invitation)                                                        | Französisch                    | Claude Goretta                     | Schweiz                                             | Nominiert           |
| 1975                | Die Mitte der Welt (Le Milieu du monde)                                             | Französisch                    | Alain Tanner                       | Schweiz, Frankreich                                 | Nicht nominiert     |
| 1976                | Konfrontation                                                                       | Deutsch                        | Rolf Lyssy                         | Schweiz                                             | Nicht nominiert     |
| 1977                | Jonas, der im Jahr 2000 25 Jahre alt sein wird (Jonas qui aura 25 ans en l’an 2000) | Französisch                    | Alain Tanner                       | Frankreich, Schweiz                                 | Nicht nominiert     |
| 1980                | Kleine Fluchten (Les petites fugues)                                                | Französisch                    | Yves Yersin                        | Schweiz                                             | Nicht nominiert     |
| 1981                | Rette sich, wer kann (das Leben) (Sauve qui peut (la vie))                          | Französisch                    | Jean-Luc Godard                    | Schweiz, Österreich, Frankreich, BR Deutschland     | Nicht nominiert     |
| 1982                | Das Boot ist voll                                                                   | Deutsch                        | Markus Imhoof                      | Schweiz                                             | Nominiert           |
| 1983                | Yol – Der Weg (Yol)(1)                                                              | Türkisch, Kurdisch             | Şerif Gören                        | Schweiz                                             | Nicht nominiert     |
| 1984                | In der weissen Stadt (Dans la ville blanche)                                        | Französisch                    | Alain Tanner                       | Portugal, Schweiz                                   | Nicht nominiert     |
| 1985                | Gefährliche Züge (La Diagonale du fou)                                              | Französisch                    | Richard Dembo                      | Frankreich. Schweiz                                 | Gewonnen            |
| 1986                | Höhenfeuer                                                                          | Schweizerdeutsch               | Fredi M. Murer                     | Schweiz                                             | Nicht nominiert     |
| 1987                | Der schwarze Tanner                                                                 | Deutsch                        | Xavier Koller                      | Schweiz                                             | Nicht nominiert     |
| 1988                | Wenn die Sonne nicht wiederkäme (Si le soleil ne revenait pas)                      | Französisch                    | Claude Goretta                     | Schweiz, Frankreich                                 | Nicht nominiert     |
| 1989                | La Méridienne – Das Haus der Schwestern (La Méridienne)                             | Französisch                    | Jean-François Amiguet              | Schweiz, Frankreich                                 | Nicht nominiert     |
| 1990                | Mein geliebtes Thema (Mon cher sujet)                                               | Französisch                    | Anne-Marie Miéville                | Schweiz                                             | Nicht nominiert     |
| 1991                | Reise der Hoffnung                                                                  | Deutsch, Türkisch              | Xavier Koller                      | Schweiz, Türkei                                     | Gewonnen            |
| 1992                | Der Berg                                                                            | Deutsch                        | Markus Imhoof                      | Schweiz                                             | Nicht nominiert     |
| 1993                | Zwischensaison (Hors saison)                                                        | Französisch                    | Daniel Schmid                      | Frankreich, Schweiz, Deutschland                    | Nicht nominiert     |
| 1994                | Das Tagebuch der Lady M. (Le Journal de Lady M.)                                    | Französisch                    | Alain Tanner                       | Schweiz                                             | Nicht nominiert     |
| 1995                | Drei Farben: Rot (Trois couleurs: Rouge)                                            | Französisch                    | Krzysztof Kieślowski               | Frankreich, Polen, Schweiz                          | Nicht zugelassen(2) |
| 1996                | Seitensprung für Anfänger (Adultère, mode d'emploi)                                 | Französisch                    | Christine Pascal                   | Schweiz                                             | Nicht nominiert     |
| 1997                | Les Agneaux                                                                         | Französisch                    | Marcel Schüpbach                   | Schweiz                                             | Nicht nominiert     |
| 1998                | Forever Mozart (For Ever Mozart)                                                    | Französisch                    | Jean-Luc Godard                    | Frankreich, Österreich                              | Nicht nominiert     |
| 1999                | La Guerre dans le Haut Pays                                                         | Französisch                    | Francis Reusser                    | Schweiz, Frankreich, Belgien                        | Nicht nominiert     |
| 2000                | Beresina oder Die letzten Tage der Schweiz                                          | Deutsch                        | Daniel Schmid                      | Schweiz, Deutschland, Österreich                    | Nicht nominiert     |
| 2001                | Gripsholm                                                                           | Deutsch, Schwedisch            | Xavier Koller                      | Deutschland, Österreich, Schweiz                    | Nicht nominiert     |
| 2002                | Éloge de l'amour                                                                    | Französisch                    | Jean-Luc Godard                    | Frankreich, Schweiz                                 | Nicht nominiert     |
| 2003                | Aime ton père                                                                       | Französisch                    | Jacob Berger                       | Frankreich, Kanada, Vereinigtes Königreich, Schweiz | Nicht nominiert     |
| 2005                | Mein Name ist Bach                                                                  | Deutsch                        | Dominique de Rivaz                 | Deutschland, Schweiz, Frankreich                    | Nicht nominiert     |
| 2006                | Kein Feuer im Winter (Tout un hiver sans feu)                                       | Französisch, Albanisch         | Greg Zglinski                      | Schweiz, Belgien, Polen                             | Nicht nominiert     |
| 2007                | Vitus                                                                               | Schweizerdeutsch               | Fredi M. Murer                     | Schweiz                                             | Shortlist           |
| 2008                | Die Herbstzeitlosen                                                                 | Schweizerdeutsch               | Bettina Oberli                     | Schweiz                                             | Nicht nominiert     |
| 2009                | Der Freund                                                                          | Schweizerdeutsch               | Micha Lewinsky                     | Schweiz                                             | Nicht nominiert     |
| 2010                | Home                                                                                | Französisch                    | Ursula Meier                       | Frankreich, Belgien, Schweiz                        | Nicht nominiert     |
| 2011                | Das kleine Zimmer (La Petite Chambre)                                               | Französisch                    | Stéphanie Chuat, Véronique Reymond | Schweiz                                             | Nicht nominiert     |
| 2012                | Sommerspiele (Giochi d'estate)                                                      | Italienisch                    | Rolando Colla                      | Schweiz                                             | Nicht nominiert     |
| 2013                | Winterdieb (L’enfant d’en haut)                                                     | Französisch                    | Ursula Meier                       | Schweiz, Frankreich                                 | Shortlist           |
| 2014                | More than Honey                                                                     | Deutsch, Mandarin, Englisch    | Markus Imhoof                      | Schweiz, Deutschland, Österreich                    | Nicht nominiert     |
| 2015                | Der Kreis                                                                           | Deutsch                        | Stefan Haupt                       | Schweiz                                             | Nicht nominiert     |
| 2016                | Iraqi Odyssey                                                                       | Arabisch                       | Samir                              | Schweiz                                             | Nicht nominiert     |
| 2017                | Mein Leben als Zucchini (Ma vie de Courgette)                                       | Französisch                    | Claude Barras                      | Schweiz, Frankreich                                 | Shortlist           |
| 2018                | Die göttliche Ordnung                                                               | Deutsch                        | Petra Volpe                        | Schweiz                                             | Nicht nominiert     |
| 2019                | Eldorado                                                                            | Deutsch                        | Markus Imhoof                      | Schweiz, Deutschland                                | Nicht nominiert     |
| 2020                | Wolkenbruch                                                                         | Deutsch                        | Michael Steiner                    | Schweiz                                             | Nicht nominiert     |
| 2021                | Schwesterlein                                                                       | Englisch, Französisch, Deutsch | Stéphanie Chuat, Véronique Reymond | Schweiz                                             | Nicht nominiert     |
| 2022                | Olga                                                                                | Französisch, Ukrainisch        | Elie Grappe                        | Schweiz, Frankreich                                 | Nicht nominiert     |
| 2023                | Drei Winter (Drii Winter)                                                           | Schweizerdeutsch               | Michael Koch                       | Schweiz, Deutschland                                | Nicht nominiert     |
| 2024                | Foudre                                                                              | Französisch                    | Carmen Jaquier                     | Schweiz                                             | Nicht nominiert     |
| 2025                | Reinas                                                                              | Spanisch                       | Klaudia Reynicke                   | Schweiz, Peru, Spanien                              | Nicht nominiert     |
| 2026                | Heldin                                                                              | Deutsch                        | Petra Volpe                        | Schweiz, Deutschland                                | Noch nicht bekannt  |

(1) Yılmaz Güney schrieb das Drehbuch, konnte aber, weil er nach der Ermordung eines Richters im Gefängnis sass, nicht selbst Regie führen. Dies übernahm sein ehemaliger Mitarbeiter Şerif Gören, der sich genau nach Güneys Anweisungen richtete. Das belichtete Negativ des Films wurde in die Schweiz gebracht und in Genf entwickelt. Als Güney aus der Haft entkam, erledigte er im französischen Divonne die Schneidearbeiten. Der Film ist ein harsches Porträt der Türkei nach dem Militärputsch von 1980. Yol ist der erste Film in türkischer Sprache, in dem das Wort Kurdistan vorkommt und in dem ein paar Sätze Kurdisch gesprochen werden.
(2) Vom polnischen Regisseur Krzysztof Kieślowski wurden zwei Filme für Polen und der Schweiz aus seiner Drei-Farben-Trilogie eingereicht. Der Schweizer Vorschlag Rot wurde von der Academy mit der Begründung disqualifiziert, dass der Film zum Grossteil mit französischem Geld produziert wurde, obwohl der Film eine grosse schweizerische Besetzung aufweist und die Handlung dort stattfindet. Der Film wurde in drei Kategorien nominiert für Beste Regie, die Beste Kamera und das Beste adaptierte Drehbuch.